# Network sociality

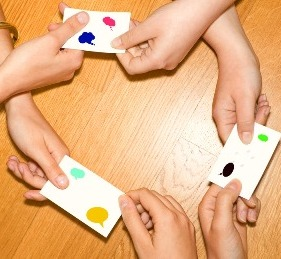
Schema di rete delle socialità

Per Network sociality, socialità a rete, si intende il concetto in termini micro-sociologici della nozione macro-sociologica di Network society sviluppato da Manuel Castells (1996), il quale definisce il sistema socioeconomico contemporaneo come capitalismo informazionale, sistema emerso alla fine del XX secolo. La network sociality è definita dal posto che ogni singolo individuo occupa all'interno di una rete. Pertanto, secondo Andreas Wittel, nella New Economy le pratiche di lavoro si trasformano sempre più in pratiche di networking. Ciò porta ad una mercificazione delle relazioni sociali, che tendono ad essere concepite sempre più come capitale sociale (Bourdieu, 1986). Le relazioni sociali sono appunto la struttura portante del network, che serve a far circolare l'informazione. Tutto ciò implica alcuni fattori economici, come lo sviluppo del lavoro immateriale (ad esempio il web marketing) o la garanzia di procurarsi ingaggi sia presenti che futuri, proprio mediante la costruzione di relazioni sociali. Lo sviluppo del lavoro immateriale, nella New Economy, è strettamente collegato alla trasformazione che i lavoratori stanno subendo, da lavoratori in azienda a lavoratori per l'azienda.

## Introduzione
La Network Sociality è un fenomeno con una sua specifica dimensione, visibile in modo particolare nello spazio e negli ambienti urbani post-industriali. 
È un fenomeno che si è evoluto nel tempo; infatti le pratiche di networking, così come venivano svolte in passato, erano riservate esclusivamente alla classe facoltosa apparentemente inconsapevole di parteciparvi.
Nell'era del capitalismo invece trova terreno fertile nella nuova classe media, del tutto consapevole del prendervi parte, attraverso l'industria culturale, specialmente dei nuovi media. 
Il concetto di network sociality, in italiano “rete delle socialità”, è in contrasto con il significato profondo di comunità. 
Quest'ultimo concetto si basa su legami stabili che implicano coerenza, radicamento, appartenenza e storia comune, mentre la network sociality non si basa per definizione sulla reciproca esperienza, bensì sullo scambio di dati e recupero di informazioni.
La network sociality comprende solitamente relazioni sociali fugaci, transitorie, ma allo stesso tempo interattive ed intense; è proprio questo che rende interessante dal punto di vista sociologico il networking supportato appunto dalle tecnologie informatiche web.
Il networking diventa lo strumento primario per i lavoratori freelance, che, non essendo alle dipendenze dell'impresa e non avendo una contrattualizzazione stabile, ma collaborando con più datori di lavoro, devono crearsi una solida reputazione professionale nel segmento di mercato in cui operano, reputazione che permetta al freelance di beneficiare di maggiori referenze. Quindi è fondamentale costruirsi un brand personale, che rappresenti un capitale sociale, al fine di accrescere il valore di conoscenza e competenza del freelance, con lo scopo di concorrere in maniera più efficace sul mercato del lavoro (Illouz 2007, Hearn 2008). Il legame sociale è creato dal movimento delle idee, dalla creazione di standard e protocolli temporanei nonché dalla tutela delle informazioni riservate.

## Andreas Wittel
Andreas Wittel ha studiato il fenomeno e il concetto della network sociality; è docente nel dipartimento di “English and Media Studies” della Nottigham Trent University, si occupa di sociologia industriale, antropologia del lavoro e metodi etnografici.
È l'autore di Belegschaftskultur im Schatten der Firmenideologie (1997) e coeditore di Arbeitskulturen im Umbruch (2000). I suoi recenti campi di ricerca riguardano le trasformazioni socioculturali contemporanee. Nutre un interesse particolare nell'ambito dei nuovi media, della cultura del tardo capitalismo e della nuova industria culturale.

## Networking event
Nell'articolo Toward a Network Sociality, Andreas Wittel analizza, tra gli altri, un particolare esempio etnografico di network sociality e relativa istituzionalizzazione, il cosiddetto networking event. Esso consiste in eventi, cene, aperitivi, feste, che permettono la circolazione e lo scambio d'informazioni e competenze.
Durante questi eventi mondani, si parla di progetti lavorativi futuri e potenziali. La donna “meglio connessa d'Inghilterra”, come l'ha definita il Guardian, Carole Stone è riuscita a creare una rete di migliaia di contatti, attraverso il networking event, servendosi del database.
La Stone ha pubblicato nel 2000 il libro Networking: The Art of Making Friends, in cui spiega come ha tessuto la sua ‘rete di amicizie’, definendo gli ‘amici’, come un gruppo di persone che possono aiutare e che possono essere aiutati.
Come accennato anche dalla stessa Stone, punti fondamentali ed innovativi del networking event e più in generale della network sociality sono la strumentalizzazione e la funzionalità di una relazione sociale; infatti, attraverso le competenze, i punti di forza e le capacità lavorative vengono instaurate e mantenute le relazioni sociali.

## Caratteristiche della Network sociality
- Processo d'individualizzazione[1]: nell'era dell'individualizzazione, l'identità dipende dalla consapevolezza delle relazioni tra individui. La network sociality è definita da una moltitudine di esperienze e biografie, tradizioni, stili di vita e origini geografiche diverse. Ciò comporta, come dato di fatto, la delocalizzazione degli individui; la gente è sradicata dal proprio contesto e reinserita in contesti largamente diversi ed eterogenei, in cui deve continuamente costruire determinati momenti, circostanze e situazioni, favorita anche dai nuovi media.

Così la socialità è sia distanziata che immediata; infatti, chi lavora nell'industria culturale è nomade, professionalmente parlando, nella propria biografia e può muoversi da un posto lavorativo all'altro, da un'occupazione all'altra (es. web sites designers, ad creatives, marketing advisers, ecc.).
L'aspetto più importante dell'individualizzazione è ‘DIY-biography’, cioè l'attività di costruzione della propria identità, al pari della costruzione e ricostruzione di una rete sociale. Bisogna costantemente rinnovare, rigenerare e rivalutare i contatti esistenti e questa è una delle ragioni per cui Carol Stone ha invitato 90 persone ogni mese, per arrivare ad avere circa 14.000 “amici”.
- Relazioni effimere ed intense[1]: la new economy può essere considerata soprattutto l'economia dell'informazione e è basata su progetti a breve termine ed ‘effimeri’. Sono tanto effimeri quanto intensi poiché le informazioni si muovono in modo molto rapido. Per tutta la durata del progetto, l'intero team lavorativo gli dà la priorità e se ne occupa a tempo pieno. Terminato il progetto, i collaboratori accantonano i rapporti instaurati, conservandoli per nuovi futuri progetti. Questa tendenza all'effimero, ma intenso, viene utilizzata nelle situazioni apparentemente non lavorative come feste, cene, aperitivi[4], ecc.
- Dalla narrazione all'informazione[1]: in sistemi basati sullo scambio di informazioni più che di narrazioni, la fiducia si fonda meno sulle relazioni lavorative di lunga durata e continuative, ma più sulle relazioni lavorative iterate di breve durata; meno sulla conoscenza del carattere delle persone e più sulla conoscenza delle loro risorse e della loro posizione all'interno di un particolare ambito. La fiducia è dunque qualcosa di prodotto e costruito più che qualcosa di già dato e ri-prodotto.
- L'assimilazione tra gioco e lavoro[1]: per fare in modo che il lavoro debba essere un divertimento, i legami professionali diventano sempre più di tipo giocoso.

Il gioco è associato alla creatività, alla sperimentazione ed all'innovazione; esso è contrapposto alla burocrazia e allo schema lavorativo rigido. L'assimilazione tra lavoro e gioco corrisponde ai confini sfuocati tra il lavoro e la vita privata, tra colleghi ed amici e tra colleghi e clienti. Non solo il gioco invade la sfera lavorativa, ma è anche il lavoro ad invadere il regno ludico. Andare ad una festa, una cena, un aperitivo o a un evento mondano, è strettamente collegato al mondo del lavoro. I networking events possono essere visti come una perfetta simbiosi tra lavoro e gioco, tra strumentalizzazione e irrazionalità. Molte conferenze dei nuovi media iniziano e terminano con una festa e tali feste non sono puro divertimento.
- La tecnologia[1]: la network sociality è una socialità che vive in simbiosi con la tecnologia. Questo non avviene nella socialità orientata alla comunità. La Network Sociality è de-localizzata, è una socialità in movimento e oltre i confini; ciò permette anche l'integrazione tra la comunicazione a distanza e il regno della comunicazione faccia a faccia.